# 兰舒凯马杜
兰舒凯马杜是巴西圣卡塔琳娜州的一个市镇。总面积286.432平方公里，总人口2842人，人口密度9.9人/平方公里。